# Boniface Nduka
Boniface Nduka (japanisch ンドカ・ボニフェイス Nduka Boniface; * 15. Februar 1996 in Koshigaya) ist ein japanischer Fußballspieler.
Boniface Nduka ist der Sohn eines Nigerianers und einer Japanerin und er ist der Bruder von Charles Nduka.

## Karriere
Nduka erlernte das Fußballspielen in den Schulmannschaften der Koshigaya Sanshin Secundary School und der Urawa Higashi High School, in der Jugendmannschaft des Erstligisten Ōmiya Ardija sowie in der Universitätsmannschaft der Nippon Sport Science University. Seinen ersten Vertrag unterschrieb er 2018 bei Mito HollyHock. Der Verein aus Mito spielte in der zweiten japanischen Liga, der J2 League. Für Mito absolvierte er 60 Zweitligaspiele. Im Januar 2021 wechselte er ablösefrei zum Ligakonkurrenten Tokyo Verdy. Für den Verein, der in der Präfektur Tokio beheimatet ist, bestritt er 66 Zweitligaspiele. Im Januar 2023 wechselte er nach Yokohama zum Erstligaaufsteiger Yokohama FC. Am Ende der Saison 2023 musste er mit Yokohama als Tabellenletzter in die zweite Liga absteigen. Am Ende der Saison 2024 wurde er mit Yokohama Vizemeister und stieg in die erste Liga auf.

## Erfolge
Yokohama FC
- Japanischer Zweitligavizemeister: 2024  ▲